# Alhazen (cràter)
Alhazen és un cràter lunar que es troba a prop del extrem oriental de la Lluna. Al sud-sud-est hi ha el cràter Hansen, i a l'oest hi ha el Crisi Mare. La vora d'Alhazen és gairebé circular, però sembla altament oblonga quan es veu des de la Terra a causa de la visió que en tenim. Les parets interiors i el sòl del cràter són robustes i irregulars. Una carena baixa uneix la vora sud d'Alhazen amb la propera Hansen. El cràter rep el nom del científic musulmà àrab, Ibn al-Haytham.

## Cràters satèl·lits

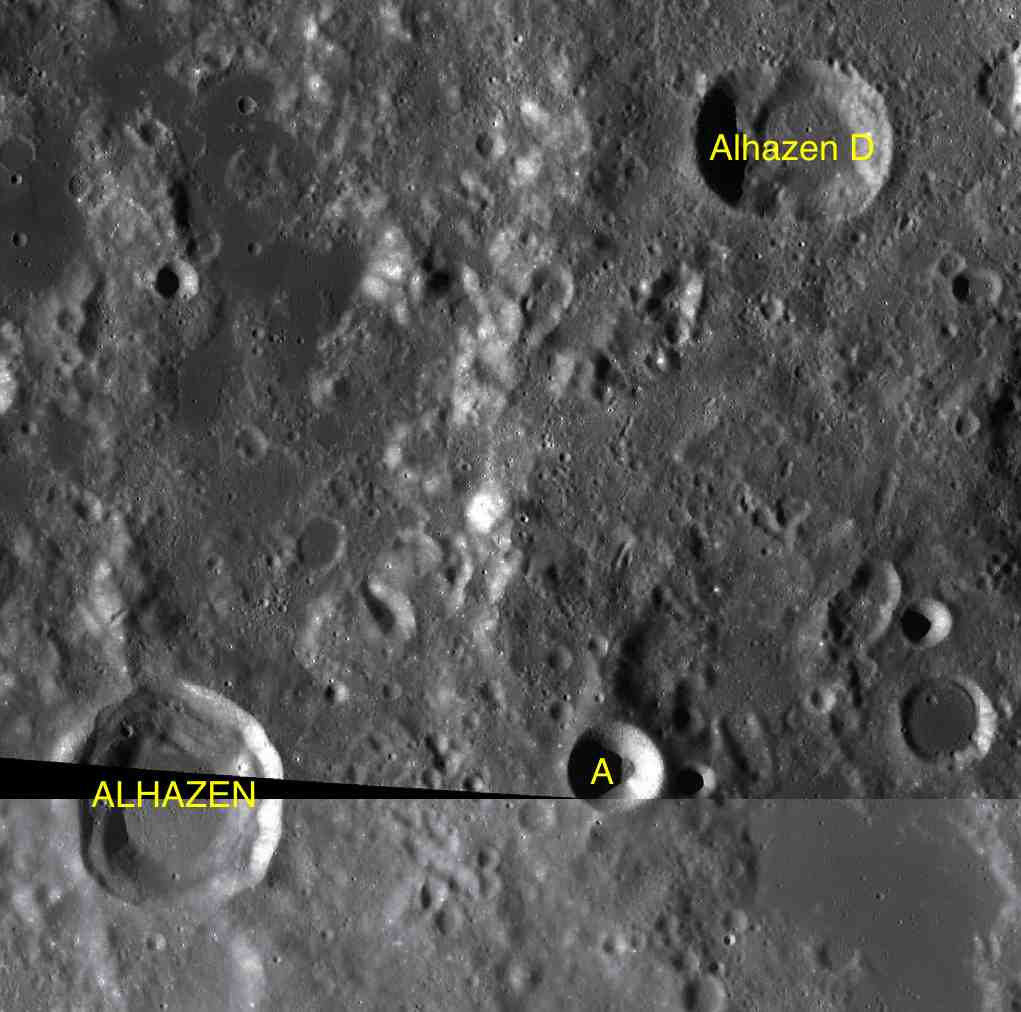
Cràters satèl·lits of Alhazen, LRO image

Per convenció, aquestes característiques s'identifiquen en els mapes lunars localitzant la lletra en el punt mitjà de la vora del cràter que es troba més proper a Alhazen.

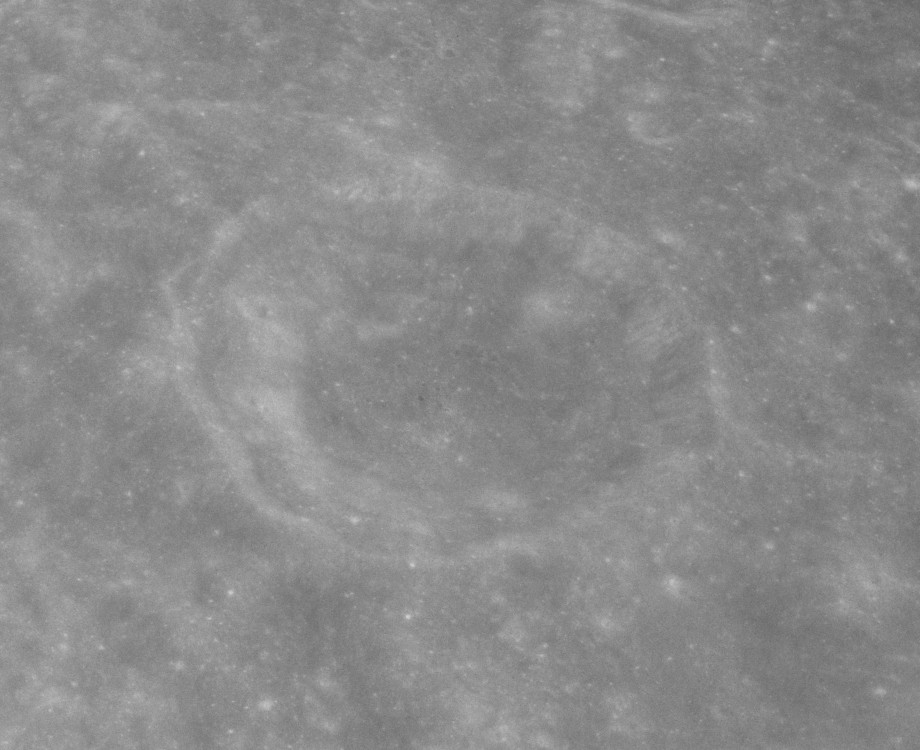
Oblique view also from Apollo 17

| Alhazen | Latitud | Longitud | Diàmetre |
| ------- | ------- | -------- | -------- |
| A       | 16.2° N | 74.3° E  | 14 km    |
| D       | 19.7° N | 75.2° E  | 33 km    |